# Гімн Ірландії
Amhrán na bhFiann (укр. Пісня солдатів, англ. The Soldier’s Song) — національний гімн Ірландії. Музику створили Педар Кірні та Патрік Хіні, оригінальний текст англійською мовою написав Керні, а переклад ірландською мовою, який зараз зазвичай чують, зробив Ліам О Рінн. У пісні три куплети, але як національний гімн використовується лише хоровий приспів.
Президентський салют, який грається, коли президент Ірландії прибуває на офіційну зустріч, складається з перших чотирьох тактів національного гімну, за якими слідують останні п'ять.

## Історія
Пісня під назвою «A Soldier's Song» була написана «на початку 1910 року або наприкінці 1909 року» зі словами Педара Керні та музикою його друга дитинства та сусіда Патріка Хіні, який співпрацював над піснями з 1903 року. Керні допоміг Хіні створити рефрен. Хіні склав її зі своїм мелодеоном. Шон Роган, пізніше член Ірландської громадянської армії, можливо, також допоміг з музикою і вперше написав її нотним записом. Кірні написав більшу частину тексту в Swiss Café на розі О'Коннелл-стріт і Норт-Ерл-стріт.
Перша чернетка тексту, написана від руки на папері зошита, була продана на аукціоні в Дубліні в 2006 році за 760 000 євро. Після відхилення The United Irishman, журнал Балмера Хобсона Irish Freedom опублікував текст у 1912 році. Whelan and Son of Ormond Quay, Дублін, опублікували тексти пісень для продажу як форзац. Ірландські волонтери використовували її як маршову пісню, і Шеймус Хьюз вперше заспівав її публічно на благодійному концерті волонтерів. Її співали повстанці на Головній пошті під час Великоднього повстання 1916 року. Його популярність зросла серед повстанців, які утримувалися в таборі інтернованих Фронгох після повстання.
Ноти були вперше опубліковані наприкінці 1916 року Whelan and Son в аранжуванні Сесіля Ґренджа Мак-Доуелла (Cathal Mac Dubhghaill, Cecil Grange MacDowell). У грудні 1916 року в Нью-Йорку Віктор Герберт опублікував власні аранжування для фортепіано та оркестру під назвою «Soldiers of Erin, the Rallying Song of the Irish Volunteers» за ініціативою ірландського священика Р.Ф. О'Рейлі. О'Рейлі домовився про те, щоб виручені кошти спрямовувалися до Гельської ліги, але заплатив гонорар Керні та Хіні, коли виявив, що вони є авторами. З пізнішими чеками зі США Керні заробив «не більше ніж 100 фунтів». Перший комерційний запис пісні був зроблений у Нью-Йорку на початку 1917 року Джорджем Поттером на замовлення Еллен Бірн Де Вітт, відомої ірландсько-американської підприємиці. Маргарет Скіннідер у своїх спогадах про повстання 1917 року назвала її «Маршовою піснею добровольців» і (неправильно) сказала: «Мені сказали, що люди під час повстання 1867-го також співали її».
До 1917 року, за словами Сеумаса Робінсона, пісня спародіювалася британськими солдатами в Ірландії. Платформа Еймона де Валери на проміжних виборах у Східному Клері в червні 1917 року містила великий банер із двома рядками. Того жовтня ірландські добровольці об’єдналися з Шинн Фейн під керівництвом де Валери, а під час війни за незалежність Ірландії (1919–21) добровольці перетворилися на Ірландську республіканську армію (ІРА). Популярність пісні призвела до того, що її назвали «гімном Шинн Фейн». Примірники були конфісковані британськими силами безпеки як підбурювальні. Карл Гардебек грав її без оголошення в Страсну неділю 1918 року в соборі Святого Петра в Белфасті. Версія Віктора Герберта була добре відома ірландським американцям до 1919 року, коли де Валера прибув як Президент Дойл Ерен самопроголошеної Ірландської Республіки. Під час Громадянської війни 1922–1923 рр. ІРА розкололася на «Національну армію» зароджуваної Ірландської вільної держави та «нерегулярних формувань», лояльних до неіснуючої Республіки. Обидві сторони продовжували співати «Пісню солдатів». Після війни вона залишалася популярною як армійська мелодія, і її грали на багатьох військових заходах.

### Затвердження
Вільна Держава спочатку не прийняла жодного офіційного державного гімну. Делікатний політичний стан після громадянської війни викликав бажання уникнути суперечок. Екс-юніонисти продовжували вважати «Боже, бережи короля» національним гімном, як це було для решти Британської імперії. Для націоналістів той факт, що «Пісня солдатів» описує ірландців, які борються з іноземним ворогом, дозволив не помітити болючу пам’ять про громадянську війну. В.Т. Косгрейв, президент Виконавчої ради у 1922–1932 рр., уникав прямого визначення цього національним гімном, побоюючись загострити антипатію до Вільної держави, яку підтримували юніоністи в Північній Ірландії. З іншого боку, уряд не хотів відокремлювати державу від гімну, боячись залишити потужний символ, доступний для своїх опонентів-республіканців. Така ж двозначність виникла навколо статусу ірландського триколору.
«Пісня солдатів» була широко, хоча й неофіційно, співана націоналістами. Громадське переконання, що його було офіційно визнано, виникло після концерту 3 лютого 1924 року в Королівському театрі Дубліна Армійської музичної школи під керівництвом її директора німецького походження полковника Фріца Бразе. На біс до концерту Брасе виконав «Irish March, no.1», його суміш ірландських патріотичних нот, яка закінчилася «The Soldier's Song». Більшість присутніх високопоставлених осіб піднялися в цей момент, включаючи генерал-губернатора Тіма Хілі, Косгрейва та більшу частину Виконавчої ради, хоча Річард Малкахі залишився сидіти. 28 квітня 1924 року Косгрейв висловив протест проти заміни «Пісні солдатів», яка тимчасово використовувалася в країні. Шон Лестер, публіцист Міністерства закордонних справ, вважав «The Soldier's Song» «навряд чи придатною ні за словами, ні за музикою» і віддав перевагу музиці, хоча й не словам, «Let Erin Remember». Це було використано як державний гімн на Олімпійських іграх 1924 року в Парижі та інших подіях за кордоном протягом наступних двох років. У 1924 і 1925 роках «Дублінська вечірня пошта» проводила конкурси на пошук віршів для нового гімну; перший не дав достатньо хорошого запису, а виграшний запис другого незабаром був забутий.
Висловлювалося занепокоєння тим, що відсутність офіційного гімну дає можливість юніоністам наполягати на «Боже, бережи короля». Ювен Морріс пише: «Хоча деяким, можливо, багатьом націоналістам, безсумнівно, не подобалася "Пісня солдатів", мало хто заперечував би настільки рішуче, щоб відмовитися вшановувати її як національний гімн. Але для екс-юніоністів "Пісня солдатів" залишалася анафемою, і "Боже, бережи короля" продовжував бути національним гімном, який вони шанували». До 1926 року протокольні офіси іноземних дипломатів вимагали копії партитури гімну. 12 липня 1926 року Виконавча рада вирішила затвердити його як національний гімн, рушійною силою якого став Косгрейв. Він писав Лестеру, що «повинна бути одноманітність щодо національного гімну, і що на даний момент "Пісня солдатів" має використовуватися для цієї мети як вдома, так і за кордоном». Рішення не було оприлюднено.
20 червня 1926 року Осмонд Есмонде запитав президента Косгрейва, що таке національний гімн, але Майкл Хейз постановив: «Якщо депутат бажає дослідити будь-яку проблему щодо національного гімну, він не може ставити запитання Президенту. Президента не можна просити визначити, що таке Державний Гімн. Це не входить до його функцій». Есмонд натомість запитав міністра оборони Пітера Г’юза, який «з точки зору армії» є національним гімном. У проекті відповіді, наданому Г’юзу, зазначалося, що «хоча остаточне рішення ще не прийнято, "Пісня солдатів" наразі прийнята як національний гімн». Однак на це формулювання наклав вето Косгрейв, а в залі Дойлу Г’юз відповів просто: «Пісня солдатів».
У 1928 році армійський оркестр встановив практику виконання лише приспіву пісні як гімну, оскільки довша версія відлякувала глядачів від підспівування. Також у 1928 році головний суддя Г’ю Кеннеді, повертаючись із офіційної поїздки до Північної Америки, повідомив, що офіційне аранжування музики «дуже необхідно» для поширення за кордоном. Його створив у липні 1929 року Фріц Бразе. Він складався лише з приспіву та був опублікований під назвою «The Soldier's Song», а не «A Soldier's Song», хоча такі варіанти, як «Солдатська пісня», продовжували зустрічатися в пізніших офіційних документах.

### Авторське право
Національний гімн звучав після завершення етерів Radio Éireann з моменту його заснування в 1926 році. Католицьке товариство істини Ірландії включило його до публікації 1929 року, присвяченої сторіччю Акту допомоги католикам 1829 року. Кінотеатри та театри грали цей гімн під час закриття з 1932 року до 1972 року.
Педар Кірні, який отримував гонорари від видавців нот, порушив судовий процес щодо роялті від тих, хто зараз виконує гімн. До нього приєднався Майкл Хіні, брат Патріка Хіні, який помер у 1911 році. У 1934 році Міністерство фінансів придбало авторські права на пісню за 1 200 фунтів стерлінгів (980 фунтів стерлінгів власникам авторських прав плюс 220 фунтів стерлінгів на витрати).
Закон про авторське право змінився в 1950-х роках так, що уряду довелося знову придбати авторські права в 1965 році за 2 500 фунтів стерлінгів. Відповідно до законодавства ЄС про авторські права, термін дії авторських прав на англійські тексти пісень закінчився 1 січня 2013 року, після 70-ї річниці смерті Керні. У 2016 році троє сенаторів від Fianna Fáil представили приватний законопроект, спрямований на відновлення авторських прав держави на гімн. Припинення дії авторського права також спонукає Шенад оголосити публічні консультації щодо гімну.

## Ірландська версія
Ірландський переклад був написаний Ліамом О Рінном (1886–1943), пізніше головним перекладачем Еряхстасу, який брав участь у написанні ірландськими версіями як Конституції 1922 року, так і Конституції 1937 року. Хоча Шеррі каже, що ірландська версія була вперше опублікована в An tÓglach (журналі Ірландських сил оборони) 3 листопада 1923 року, майже ідентичний текст був надрукований у Freeman's Journal 3 квітня 1923 року під псевдонімом "Coinneach". Можливо, вона була написана ще в 1917 році.
Тексти як англійською, так і ірландською мовами з’явилися в різних випусках «Фактів про Ірландію», опублікованих Міністерством закордонних справ та на офіційному вебсайті Департаменту Тішяху. Однак жодна ірландська версія не була офіційно прийнята, держава не володіє авторськими правами на будь-яку ірландську версію, і Ó Рінн, на відміну від майна Керні та Хіні, ніколи не отримував роялті. Меморандум у Департаменті Тішяху від 5 квітня 1958 року обговорював п'ять різних ірландських перекладів, зазначаючи, що Ó Рінна був найвідомішим; він запропонував, що якщо він буде офіційно схвалений, правопис і граматика повиннібути стандартизовані, а початкові слова «Sinne Fianna Fáil» замінені на «Sinne laochra Fáil», щоб уникнути асоціації з політичною партією Fianna Fáil]. У звіті Seanad про гімн 2018 року не рекомендовано змінювати формулювання та вказано, що закон не перешкоджатиме новій політичній партії прийняти переглянуті слова, як-от «Laochra Fáil» як свою назву.